# 松本“yao”善行
松本“yao”善行（まつもと・やお・よしゆき）は、日本のソングライター、ドラマー、パーカッショニスト。北海道函館市出身。

## 略歴
- 1990年：ヤマハ音楽院専門学校在籍中ケーブルテレビのジングル6曲にドラムで参加。愛知県安城学園に、ドラム、パーカッションの特別講師として招かれる。自らのグループ“GROW”を結成する。

- 1994年：前衛ターンテーブル奏者、大友良英のバンド“モスキート・コースト”のオーディションに参加。ベーシスト鈴木隆夫に出会い、GROWのキーボーディスト永田雅代を交え、オルガンジャズトリオ“Naciten”を結成。数々の実験を繰り返しながら、新宿PitInnに拠点を置き、ライブを重ねる。ギタリストの小沢アキや、上々颱風の西村直樹と出会い、“小沢アキバンド”に参加。様々な形態の店で演奏する。

- 1997年：打楽器の宝庫、西アフリカへ単独武者修行の旅へ出る。セネガル、ガンビア、マリ、ブルキナファソ、ガーナ、5ヶ国を約一年かけて旅をする。バラフォン、ジャンベ、ゴメ、ペンペンソワ、カリンバ、サバールなどの楽器たちと出会い、毎日楽器を演奏する日々を過ごし、リズムの根源である、冠婚葬祭での演奏を許されるまでになる。打楽器奏者としての名“YAO”は、当時セッションを共にした音楽家たちから命名されたものであり、約一年かけたこの旅が、現在のYAOの屋台骨となっている。

- 1998年：帰国後、小沢アキ率いるバンドに参加。ギター、サックス、トロンボーン、アコーディオン、ツインベース、トリプルパーカッション編成で、松本がアフリカから持ち帰ってきた“バイファル（修行僧の意）”をバンド名とし、原宿クロコダイルを拠点に活動する。アフリカで習得した楽器たちを従え、Isao Kumanoが主宰する“モザンビーク・レーベル”のレコーディング等に参加。多数のクラブで演奏する。

- 2000年：都民芸術フェスティバル、ミュージカル“サーカス物語”で演奏。上々颱風のサポートメンバーとして、ライブに参加。自身のアフリカンバンド“yao’s byfal”を結成。ウーム等でライブ活動をする。独自のバラフォン製作をし始める。DJ ALEXのレコーディングに参加。上々颱風 世田谷パブリックシアター2daysに参加。女性ボーカル・SALASAのレコーディングに参加。以前より交流のあった黒人ポエトリーリーディングのマーセラス（グルーヴ・キッチン）との活動が始まる。主に、イエロー、セコバーなどのClubを中心に演奏活動をする。後に、モダン・デイズ・スーセイヤーズ（M・D・S・S）となる。

- 2001年：バイファル養護施設で演奏。上々颱風の西川さとこ、古謝美佐子、沖縄出身の女性ボーカル・RIKKIのバンドサポートドラマーとして抜擢され、福岡アジアンフェスティバル2001に出演。2day's 3曲を演奏。出演者全員によるフィナーレ曲も演奏する。SALASAのレコ発ライブに参加する。

- 2002年：バイファルのレコーディングをする。Dachamboのリハーサルに初めて参加。スタジオジブリ製作の短編アニメ『ギブリーズ episode2』のレコーディングにパーカッショニストとして参加。ポエトリーリーディングのマーセラスと共に、代々木公園で開催されていた春風に参加する。M・D・S・Sで、シンガポールでのハイネケン主催イベントに参加。現在のYAOAOの原型となるセッションを下北沢440で初披露する。ニューヨークのカリスマDJ ロイ・デイビス・ジュニアのサポートメンバーとして、渋谷CECOで演奏。サックス奏者バッキーと出会い、演奏活動を開始する。益子“土空間”で、SOIL&"PIMP"SESSIONSのベーシスト秋田紀彰らと演奏。女性ボーカルのクイヌパナのレコーディングに参加。

- 2003年：バッキーとの演奏活動が本格的に始まる。Dachamboの1stアルバム制作。栃木県大谷資料館、大谷'03美術展、まほろば 山村俊雄個展にて、舞踏家 石川正虎、安田理英、鈴木ユキホ、石井満隆、渋さ知らずオーケストラの宝館彩らと全4公演、演奏する。並行して、益子にてバラフォンを本格的に製作開始する。渋さ知らずオーケストラの泉邦宏率いるI・M・Oのレコ発ライブを江古田バディにて行う。

- 2004年：NTTドコモラジオCM“気持ちを伝える楽器〜少女の涙篇120秒〜”のレコーディングでカリンバを演奏する。

- 2005年：Earth Conscious ジャムセッションに参加。主要メンバーとなる。フジロックフェスティバルにて、Dachamboとサヨコオトナラで2ステージ演奏する。

- 2006年：オーストラリアのエクソダスFESにDachambo出演。ネパール出身のシンガーソングライター・Bobinのアルバム“Rainbow Vibration” レコーディングに参加。

- 現在はサイケデリック・ジャムバンドDachamboでのドラム/パーカッションをはじめ、民族楽器を中心としたEarth Consciousや様々なアーティストの活動に参加。演奏者としての活動以外に楽器そのものの考案・製作・修復などを行う。2009年よりソロ活動を本格的に再開。